# Pipiripao
Pipiripao fue un programa de televisión chileno, emitido entre 1984 y 2003, y una nueva versión entre 2006 y 2009. Se transmitía por UCV Televisión y estaba dedicado a un público infantil. La conducción del programa estuvo a cargo del actor Roberto Nicolini, quien ha sido el más conocido rostro de UCV-TV y que participó en varias teletones, representando al canal.

## Historia
Pipiripao fue una creación colectiva liderada por el entonces gerente general de UCV TV, Victor Bielefeldt Vivas, Roberto Nicolini, John Fleming, el integrante del grupo Congreso, Fernando González y Orlando Walter Muñoz. El programa se transformó en el pilar económico y de sintonía de UCV TV en la década de los '80. Este programa rescató finalmente a la estación porteña de una profunda crisis que conllevó el cierre de sus estudios de calle Eleuterio Ramírez 353, Valparaíso en 1983, trasladándose sus equipos junto con un pequeño grupo de 15 técnicos a la planta transmisora ubicada en calle Agua Santa 2455, Viña del Mar.[cita requerida]

### Formato
Pipiripao se transmitía diariamente de lunes a viernes desde las 17:15 hasta las 20:00 horas, e intercalaba series animadas infantiles desechadas de otros canales más grandes y principalmente de origen japonés, como El Festival de los Robots, Capitán Futuro, Candy Candy, Sankuokai, además de los dibujos animados de origen estadounidense, como Cool McCool, además de las creaciones de Hanna-Barbera como Hong Kong Phooey, Ases del Peligro, entre otros. 

### Fin de la etapa clásica
El programa sólo dejó de emitirse en ocasión de la Parada Militar de Chile (que generalmente terminaba cerca de las 20 horas del día 19 de septiembre) y durante unos días de marzo de 1990, a raíz del cambio de mando en Chile, que motivó una programación especial en UCV Televisión. El 5 de octubre de 1993, el programa convocó a un show para celebrar los 36 años de UCV Televisión y de la televisión chilena, realizado en el Estadio Sausalito de Viña del Mar. Los organizadores esperaban 3.000 personas. Sin embargo, llegaron cerca de 45.000 al lugar, quedando fuera unos 10.000 espectadores, lo que demostró que el rating en un programa siempre no era lo más importante, nada importaba más que los índices de audiencia.
La participación de Roberto Nicolini en este programa por casi 12 años, llegó a su fin en junio de 1996 cuando el entonces gerente general de UCV-TV, Roberto Vargas Barreau, señaló al diario La Estrella de Valparaíso que Nicolini era demasiado gordo, viejo y pelado para continuar a cargo del espacio infantil. 

### Etapa "El Show de Roberto Nicolini"
Luego de este incidente motivó que Nicolini se fuera a La Red a animar el programa infantil El Show de Roberto Nicolini (1996-1997), el cual duró por casi dos años, pero Nicolini no estaba satisfecho y decidió vengarse, sin embargo fue reemplazado en Pipiripao por Karla Constant (1996), Claudia Besoaín (1997-1998), Andrea Ruoppolo (1998-1999), Manuel López el "Tío Manolo" (1998-1999), Carolina Morales (1999). El trío compuesto por Karen González (2000), Jennifer Neumann (2000) y Romina Simón (2000, 2002), cuyas edades fluctuaban entre los 12 y 14 años, pertenecientes al Liceo de Niñas de la Ciudad Jardín, Lorna Soler (2001), Andrea Ramos (2001), Juan Carlos Delgado (2001) y Eduardo de la Iglesia (2001-2003). 

### Etapa "Pipiripao City" ultima etapa del programa
Aparentemente, aquel ingenuo gerente se equivocó, ya que el 13 de noviembre de 2006, Nicolini regresó a UCV-TV animando Pipiripao: El Regreso, de lunes a viernes a las 18:30; más tarde el programa se llamó Pipiripao City transmitido en UCV TV, en este espacio Roberto Nicolini convivía con títeres, él era el poderoso alcalde de la ciudad, y a través de su régimen, nadie nunca lo desobedecía. 	En Febrero de 2009 fue su ultima emisión.

## Personajes, actores y artistas
En los segmentos producidos estuvieron: 
- Monona, interpretada por la actriz Amanda Lorca (1984-1985).
- La Tía Pucherito por María Pastora Campos (1985-1986). la cantante y locutora
- Pachi Salgado, cantante y locutora (1986-1987).
- La Amiga Ale por  Alejandra Perales, caricaturista, la exesposa de Nicolini (1994-1996).
- Fantasma interpretado por Arnaldo Jiménez (1985-1988, 1990-1994).
- El robot Tongas creado por Gastón Centeno Pozo (1989-1993).
- Chepito, interpretado por Carlos Núñez integrante del conjunto musical-humorístico Pujillay.
- Tic Tac interpretado por el actor Aldo Bernales (1989).

Otros personajes incluían:
- Fantasma Ble:  El asistente del Fantasma, no aparecía en pantalla.
- Tongas jr: Representado con graficas de una computadora Coleco, daba respuestas a  las preguntas a la audiencia.
- UCvito: Personaje menor que es un robot  hecho con graficas en una Coleco.

## Pipiripao City Televisión
Selección de parodias de Pipiripao City entre programas de TV y comerciales televisivos, etc:
- El Matinal de Pipiripao City: Parodia a todos los programas matinales de la televisión chilena.
- Presiones: Parodia al programa Pasiones de Televisión Nacional de Chile.
- Amor Muerto: Parodia al reality Amor Ciego de Canal 13.
- Pie Plano: Parodia al programa de espectáculos y farándula Primer Plano de Chilevisión.
- Caso Abierto: Parodia al programa Caso Cerrado de Telemundo.
- ¿Sabes más de un cabro chico?: Parodia al programa de concursos ¿Sabes más que un niño de 5º Básico? de Mega.
- Muérete de la Risa: Parodia a los programas de humor ¿Por Qué no te Ríes? de UCV Televisión, Luz, Cámara y Usted de Televisión Nacional de Chile, Video Loco de Canal 13 Chile, 50 y Sin Cuenta de La Red y Sólo para Reír de Mega.
- KQK: Parodia al programa Caiga quien Caiga (Chile) de Mega y el Ranking Top Three (imita a Top Five de la Televisión Chilena).
- El Baile en Pipiripao City: Parodia al programa de TVN, El Baile en TVN.
- El Llamado de la Selva: Parodia al programa La Ley de la Selva de Mega.
- Pipiripao City Noticias: Parodia a los informativos UCV Televisión Noticias de UCV Televisión, Punto Noticias de La Red (canal de televisión), En línea (noticiario) de Telecanal, Chilevisión Noticias de Chilevisión, Ahora Noticias de Mega, 24 horas (noticiario) de TVN y a Tele13 de Canal 13 y la sigla PPN (imita a CNN).
- Brutos del País: Parodia al programa Frutos del País de TVN.
- ¿Quién Quiere ser Trillonario?: Parodia al programa de concursos ¿Quién Quiere Ser Millonario?.
- ESQP: Parodia al programa de farándula de Chilevisión. SQP.
- El Diario de Vanessa: Parodia al talk show de Chilevisión El Diario de Eva.
- Zoom Demolido: Parodia al programa deportivo de Televisión Nacional de Chile, Zoom Deportivo.
- Show de Giles: Parodia al programa deportivo de Chilevisión, Show de Goles.
- Hurtado Channel: Parodia a los programas de compras Ripley Channel y A3D Chile ambos transmitidos por el mismo canal UCV Televisión.

## Series animadas emitidas

### Japón
- El Festival de los Robots
- Capitán Futuro
- Candy Candy
- Sankuokai
- Marco (anime)
- Kum-Kum
- Ironman 28
- Uchū Senkan Yamato
- Ángel, la niña de las flores
- La abeja Maya
- La casa voladora
- Jet Marte
- Ironman 28
- La ranita Demetan
- La princesa caballero
- El Hada Chappy
- La Ballena Josefina
- El gat Trempat
- Spider Riders
- En Jordi i la cadira
- Gary Junkin
- Centella
- Mazinger Z
- La pequeña Lulú
- Heidi
- Sam, el rey del judo
- Sally, la brujita
- Los secretos de Julie
- Maco, la sirenita
- Grand Prix
- Súper agente Cobra
- Marine Boy
- Fábulas del Bosque Verde
- La Máquina del Tiempo
- Sabrina y sus amigos
- El Justiciero / Groizer X
- Conan, el niño del futuro
- Moomin
- Don Quijote y los Cuentos de la Mancha
- Josemiel
- Andersen Monogatari
- Supermagnetrón
- El Vengador
- Remi
- Meteoro
- Capitán Harlock
- El bosque de Tallac
- Los Robotrabajadores
- Slam dunk
- Kinnikuman
- Arbegas: El Rayo Custodio
- Lalabel, la Niña Mágica
- Toribio, el buey

### Estados Unidos
- Tiro Loco McGraw
- Huckleberry Hound
- El Inspector Ardilla
- Defensores de la Tierra
- Birdman y el trío galaxia
- Thunderbirds
- Jonny Quest
- Los Herculoides
- Fantasma del Espacio
- Pixie, Dixie y el Sr. Jinks
- La Hormiga Atómica
- Cool Mc Cool
- Hong Kong Phooey
- Ases del peligro
- Alvin y las ardillas
- El Escuadrón Diabólico
- Dick Tracy
- Los Super Globetrotters
- Los Banana Splits
- Lancelot Link
- El show de Jerry Lewis
- El Dragón Chiflado y El Increíble Mr. Toad
- El Monstruo Milton
- El intrépido volador
- Barbapapá
- Tom of Thumb
- Pulgarcito, investigador privado
- El Poderoso Hércules
- Heathcliff
- Fuego Salvaje
- Mandibulín
- Jeannie
- Frankenstein Jr y Los Imposibles
- Josie y las Gatimelódicas
- King Kong
- BraveStarr
- Chump
- La Mujer Araña
- Los Super Amigos
- Microman y Yukk
- Monchhichis
- Los osos revoltosos
- El fantasma revoltoso
- Tom Sawyer
- She-Ra
- He-Man y los Amos del Universo
- El Oso Fumarola
- El Increibre Chan
- Buford y el fantasma galopante
- El valle de los dinosaurios
- Colmillo, el lobo solitario
- Flash Gordon
- Trotters
- Jana de la selva
- Tutenstein
- Devlin
- Butch Cassidy y los Sundance Kids
- El sorprendente Hombre Araña
- Clue Club
- Los 4 Fantásticos
- The New Shmoo
- Plastic Man
- Hulk
- Scooby-Doo, ¿dónde estás?
- Petete
- Las nuevas aventuras del Zorro
- The Lone Ranger
- Los Centuriones
- Los Jackson Five
- Lindo Pulgoso
- El Lobo Hokey
- Motoratón y Autogato
- Mr. T
- The New Adventures of He-Man
- El perro Dinky
- Rubik
- Guardianes de la Galaxia
- Super Pollo
- Tom Ruedaloca
- George de la selva
- El Lagarto Juancho
- Maguila Gorila
- Las nuevas aventuras de Batman
- G.I. Joe
- The Houndcats
- Canuto y Canito
- Yakky Doodle
- Super Fisgón y Despistado
- Merrie Melodies
- Popeye
- El Oso Yogi
- Don Gato y su Pandilla
- La Pantera Rosa
- El León Melquíades
- El Oso Fumarola
- Pulpo Manotas
- Casioso y Achú
- Color Classics
- Batfink
- Max, el Ratón de 2000 años

### Europa
- El conde Pátula
- Espartaco y el sol bajo el mar
- Érase una vez... el hombre
- Inspector Gadget
- Los Trotamúsicos